# Isla Spratly
La Isla Spratly (propiamente dicha) o la isla de Truong Sa (tagalo: Lagos; chino: 岛 南威, pinyin: Dao Nanwei; vietnamita: Đảo Truong Sa) es una isla en las Islas Spratly en el Mar de China Meridional. Con una superficie de 15 hectáreas (0,15 km²), es la cuarta isla más grande del archipiélago de las Spratly y las más grande entre las islas Spratly ocupadas por los vietnamitas. Está cubierta con arbustos y césped. Es el hogar de algunas aves y tiene depósitos de guano. Un obelisco de 5,5 m de altura está ubicado en el extremo sur. La isla tiene una pista de aterrizaje de 610 metros (667 yardas) y un pequeño puerto pesquero. Situada a lo largo del arrecife está por encima del agua durante la marea baja.
Esta isla, ocupada por Vietnam desde 1974, también es disputada por China, Filipinas y Taiwán.

## Historia
En abril de 1930, Francia envió al archipiélago el barco de expedición (aviso), la Malicieuse, e izó la bandera de Francia en un alto montículo de la isla de Spratly, también conocida como île de la Tempête[8]. Según un anuncio oficial del Ministerio de Asuntos Exteriores francés, Francia ocupó la isla de Spratly el 13 de abril de 1930.
El 21 de diciembre de 1933, el gobernador de Cochinchina, Jean-Félix Krautheimer, firmó el Decreto n.º 4702-CP que fusionaba la isla Spratly, el cayo Amboyna, la isla Itu Aba, el cayo Noreste, el cayo Sudoeste, la isla Loaita, la isla Thitu y otras islas dependientes con la provincia de Ba Ria (actual Bà Rịa-Vũng provincia de Tàu de Vietnam).
En abril de 1939 Japón ocupó la isla provocando protestas de los franceses. Los japoneses también reivindicaron 1.000 millas cuadradas del mar de la China Meridional entre 7 y 12 grados de norte y 111 y 112 grados de este[12]. Durante la ocupación de la isla por la Armada Imperial Japonesa en la época de la guerra del Pacífico, la isla fue conocida por los japoneses como Nishitori jima (西鳥島, lit. "Western bird island").
Después de la Segunda Guerra Mundial, la Armada de la República de China envió una flota de buques al Mar de la China Meridional para hacerse cargo de la ocupación de las islas por parte de Japón. En 1946, el gobierno de la República de China anunció la soberanía de esta isla, marcó un hito y la llamó "Isla de Nanwei". (Nanwei es el nombre del presidente de la provincia de Guangdong en China en 1946 - Chino: 南威島).
A principios de los años 60, la Marina de la República de Vietnam hizo varias paradas en la isla. En 1963, tres buques (HQ-404 Huong Giang, HQ-01 Chi Lang y HQ-09 Ki Hoa) visitaron y reconstruyeron sistemáticamente estelas en varias islas del archipiélago. El 19 de mayo de 1963, construyeron una en la isla Spratly. Sin embargo, la guerra en el continente llevó a la ausencia de tropas vietnamitas en la isla hasta 1974, cuando Vietnam del Sur estableció una guarnición permanente allí después de que el Grupo de la Media Luna de las Islas Paracel se perdiera a manos de China. El 29 de abril de 1975, el Ejército Popular de Vietnam del Norte  desalojó al Ejército de Vietnam del Sur y ocupó la isla.